# 慰安婦を描いた作品
慰安婦を描いた作品は、以下の通りである。

## 日本軍の慰安婦が登場する作品

### 日本の作品

#### 小説
- 『春婦伝』（1947年、田村泰次郎）

#### 映画
| 題名                            | 公開年 | 監督     | 原作                                           | 配給 | その他                                                                                                |
| ------------------------------- | ------ | -------- | ---------------------------------------------- | ---- | --- |
| 暁の脱走                        | 1950年 | 谷口千吉 | 田村泰次郎『春婦伝』                           | 東宝 | 主人公は原作通り朝鮮人慰安婦だったが、GHQの検閲により軍人を慰問する日本人歌手に変更された。           |
| 独立愚連隊                      | 1959年 | 岡本喜八 |                                                | 東宝 | 慰安所に7人の慰安婦がおり、内1人は朝鮮人。                                                            |
| 独立愚連隊西へ                  | 1960年 | 岡本喜八 |                                                | 東宝 | |
| 新・二等兵物語 敵中横断の巻     | 1960年 | 福田晴一 |                                                | 松竹 | |
| いれずみ突撃隊                  | 1964年 | 石井輝男 |                                                | 東映 | |
| 兵隊やくざ                      | 1965年 | 増村保造 | 有馬頼義                                       | 大映 | |
| 春婦伝                          | 1965年 | 鈴木清順 | 田村泰次郎                                     | 日活 | 原作2度目の映画化。原作の主人公は朝鮮人慰安婦だが、日本人の慰安婦に変更。他に朝鮮人慰安婦も登場する。 |
| 血と砂                          | 1965年 | 岡本喜八 | 伊藤桂一『悲しき戦記』                         | 東宝 | 主人公は日本名を持つ朝鮮人慰安婦。                                                                    |
| 新・兵隊やくざ                  | 1966年 | 田中徳三 | 有馬頼義                                       | 大映 | |
| 赤い天使                        | 1966年 | 増村保造 | 有馬頼義                                       | 大映 | |
| 兵隊やくざ 俺にまかせろ         | 1967年 | 田中徳三 | 有馬頼義                                       | 大映 | |
| 兵隊やくざ 殴り込み             | 1967年 | 田中徳三 | 有馬頼義                                       | 大映 | |
| 従軍慰安婦                      | 1974年 | 鷹森立一 | 千田夏光『従軍慰安婦 “声なき女” 八万人の告発』 | 東映 | |
| 大日本帝国                      | 1982年 | 舛田利雄 |                                                | 東映 | 沖縄の慰安婦が登場。                                                                                  |
| きけ、わだつみの声 Last Friends | 1995年 | 出目昌伸 |                                                | 東映 | |

#### ドキュメンタリー映画
| 題名                                         | 公開年 | 監督       | その他                                                                      |
| -------------------------------------------- | ------ | ---------- | --------------------------------------------------------------------------- |
| 戦場の女たち                                 | 1989年 | 関口典子   | パプア・ニューギニアの日本軍慰安婦を描いた作品                              |
| チョンおばさんのクニ                         | 2000年 | 班忠義     | 韓国の日本軍慰安婦を描いた作品                                              |
| ガイサンシーとその姉妹たち                   | 2007年 | 班忠義     | 中国の日本軍慰安婦を描いた作品                                              |
| “記憶”と生きる                               | 2015年 | 土井敏邦   | （第一部）ナヌムの家に暮らす女性たちの記憶。（第二部）姜徳景の晩年を追う。  |
| スコッツボロー・ガールズ（SCOTTSBORO GIRLS） | 2015年 | 谷山雄二朗 | 韓国が主張する慰安婦問題の矛盾に対し英語で反証を試みたドキュメンタリー。    |
| 沈黙 立ち上がる慰安婦                        | 2018年 | 朴壽南     | 在日韓国人2世の監督によるドキュメンタリー映画。登場する慰安婦は李玉先など。 |

### 韓国の作品

#### 小説
- 『母・従軍慰安婦』（原題：에미 이름은 조센삐였다。尹静慕（ko:윤정모）著、鹿嶋節子訳、金英達解説、神戸学生青年センター出版部、1992年4月[4]

#### 映画
- 『悪夜』（1952年、監督申相玉）
- 『従軍慰安婦』（1993年、原題에미 이름은 조센삐였다 、監督チ・ヨンホ（지영호 池映鎬）、原作：尹静慕『母・従軍慰安婦』、アルバトロス・フィルム (発売)[5]）
- 『鬼郷』（2016年、監督チョ・ジョンネ（朝鮮語版））[6]

#### ドキュメンタリー映画
- 『ナヌムの家』（1995年、監督ピョン・ヨンジュ） - ナヌムの家についてのドキュメンタリー。
- 『ナヌムの家 II』（1997年、監督ピョン・ヨンジュ） - 上記作品の続編。
- 『息づかい』（1999年、監督ピョン・ヨンジュ） - 上記作品の続編。

#### テレビドラマ
- 『黎明の瞳（여명의 눈동자）』韓国・MBC放送[7]。（1991年10月7日〜1992年2月6日放映。原作：金聖鍾、韓国・日刊スポーツ新聞で1975年10月から連載[8]）

### 中国の作品

#### 小説
- 『激情時代』（1986年、金学鉄）－中国朝鮮族の作家で20歳代で抗日戦争に参加。小説中に八路軍の捕虜となった朝鮮人慰安婦が「貧困に追いやられ売られて来た女」として描かれている。

#### 詩
- 叙事詩『朝鮮少女吟』(王季思)

#### 映画
- 『南京!南京!』（2009年、原題：南京!南京!、監督ルー・チュアン） - 日本人の慰安婦が登場。

#### ドキュメンタリー映画
- 『二十二』（2015年、監督郭柯）
- 『太陽がほしい 劇場版』（2018年、原題：渴望阳光、監督班忠義、中日合作）
- 『大寒』（2018年、監督張躍平）

### 香港の作品

#### 映画
- 『従軍慰安婦2』（1992年、原題：軍妓慰安婦、監督ブルース・リ）

### 台湾の作品

#### ドキュメンタリー映画
- 『阿媽 おばあさんの秘密 〜台湾籍「慰安婦」の証言』（1998年、原題：阿媽的秘密-台籍慰安婦的故事、監督楊家雲）
- 『蘆葦(あし)の歌（中国語版）』（2015年、原題：蘆葦之歌:慰安婦阿嬤光影紀實、監督呉秀菁）

### マレーシアの作品

#### 小説
- 『夕霧花園』（2011年、原題：夕霧花園、陳團英）

#### 映画
- 『夕霧花園』（2019年、原題：夕霧花園、監督トム・リン）

### フィリピンの作品

#### 映画
- 『戦場のアンジェリータ 従軍慰安婦の叫び』（1993年、原題：Comfort Women、監督セルソ・アド・カスティロ）

#### 連続テレビ番組
- 『赤い太陽』（2024年、原題：Pulang Araw (Red Sun)、監督：ドミニク・サパタ）

### アメリカの作品

#### ドキュメンタリー映画
- 『破られた沈黙 - 韓国の日本軍慰安婦 (SILENCE BROKEN: KOREAN COMFORT WOMEN)』（1999年、監督Dai Sil Kim-Gibson、アジアンアメリカンメディアセンター（英語版）メディアアーツ賞受賞、コダックフィルムメイカー賞受賞[9]） - 日本軍慰安婦についてのドキュメンタリー。
- 『主戦場』（2018年、監督ミキ・デザキ） - 日本、アメリカ、韓国、肯定派と否定派それぞれの立場で論争の中心にいる人びとに取材を敢行し、慰安婦問題を検証したドキュメンタリー。

## 日本軍以外の慰安婦が登場する作品
慰安婦やパンパン、軍人と娼婦の関係を描いた作品。

### 日本の作品

#### 映画
- 『肉体の門』（1948年、監督マキノ正博、原作田村泰次郎、配給東宝）

### 韓国の作品

#### 映画
- 『地獄花（英語版）』（1958年、監督申相玉）[10][11]
- 『誤発弾（朝鮮語版）』（1960年、監督ユ・ヒョンモク、原題오발탄）
- 『銀馬将軍は来なかった（英語版）』（1991年、監督チャン・ギルス。モントリオール世界映画祭女優賞・脚本賞、百想芸術大賞作品賞、青龍映画賞監督賞受賞作品。原作安定孝（朝鮮語版））[12]
- 『故郷の春（英語版）』（1998年、監督Lee Kwang-mo[12]）
- 『受取人不明』（2001年、監督キム・ギドク [12]）

#### ドキュメンタリー映画
- 『キャンプ・アリラン (Camp Arirang)』（1995年、韓国・米国合作、監督Diana S. Lee & Grace Yoon-Kung Lee[13]）

#### テレビドラマ
- 『Seven Neighborhoods Like Warm Sisters』（平沢市キャンプ・ハンフレー（英語版）付近に住む娼婦を描写[14][15]）

### 台湾の作品

#### 映画
- 『軍中楽園』（2014年、監督ニウ・チェンザー） - 大陸から2kmほどの距離にある福建省金門島にかつて実在した「軍中楽園」と呼ばれる慰安所が舞台。

### オランダの作品

#### 映画
- 『38度線（オランダ語版）』（1986年、原題Field of Honor、監督ハンス・シープメーカー）

### フランスの作品

#### 映画
- 『外人部隊』（1933年、監督ジャック・フェデー、出演フランソワーズ・ロゼー）

### イタリアの作品

#### 映画
- 『国境は燃えている（イタリア語版）』（1959年、原題Le Soldatesse、監督ヴァレリオ・ズルリーニ、原作ウーゴ・ピッロ。出演はアンナ・カリーナ、トーマス・ミリアン、マリー・ラフォレ。1965年度モスクワ映画祭特別金賞受賞） - 物語では1940年ドイツ・イタリア軍占領下のギリシアでギリシア人女性が慰安婦とされる。

### アメリカの作品

#### 映画
- 『モロッコ』（1930年、監督ジョセフ・フォン・スタンバーグ、出演マレーネ・ディートリヒ、ゲイリー・クーパー）